# 富姆宰吉德
富姆宰吉德（阿拉伯语：‎）是摩洛哥的城鎮，位於該國中北部蘇斯-馬塞大區，由塔塔省負責管轄，分別距離泰茲納赫特和瓦爾扎扎特85和175公里，海拔高度650米，2014年人口8,986。